# Narimantas
Narimantas (ou Narymunt, baptisé Gleb, né probablement en 1294 et mort le 2 février 1348) est le deuxième fils aîné de Gediminas, Grand-duc de Lituanie. Durant diverses périodes de sa vie, il gouverne les villes de Pinsk et Polatsk. 

## Biographie
Narimantas est baptisé en 1333. Cette même année, il est invité par les nobles de Novgorod à gouverner et à protéger les territoires du nord de Ladoga, Oreshek et Korela.
Vers 1338, il est capturé par la Horde d'or. Le dirigeant moscovite, Ivan Kalita le rachète aux Tatars et le garde en otage à Moscou pendant quelques années.
Narimantas soutient son frère Jaunutis lorsque celui-ci est déposé par Algirdas et Kęstutis, ce qui l'oblige à fuir Vilnius à l'automne 1344 pour éviter d'être tué par ses frères cadets. Namirantas demande alors du soutien contre Algirdas à Djanibeg, Khan de la Horde d'Or. Malgré l'échec de la requête, il aurait épousé une princesse Tatar (peut-être comme seconde épouse). Après son retour, Narimantas se réconcilie avec Algirdas. Il est tué à la Bataille de la Strėva contre les Chevaliers Teutoniques le 2 février 1348. Ses descendants sont les Princes Kurakin, Galitzine, Khovansky et Korecki.